# Orquestra Barroca de Barcelona

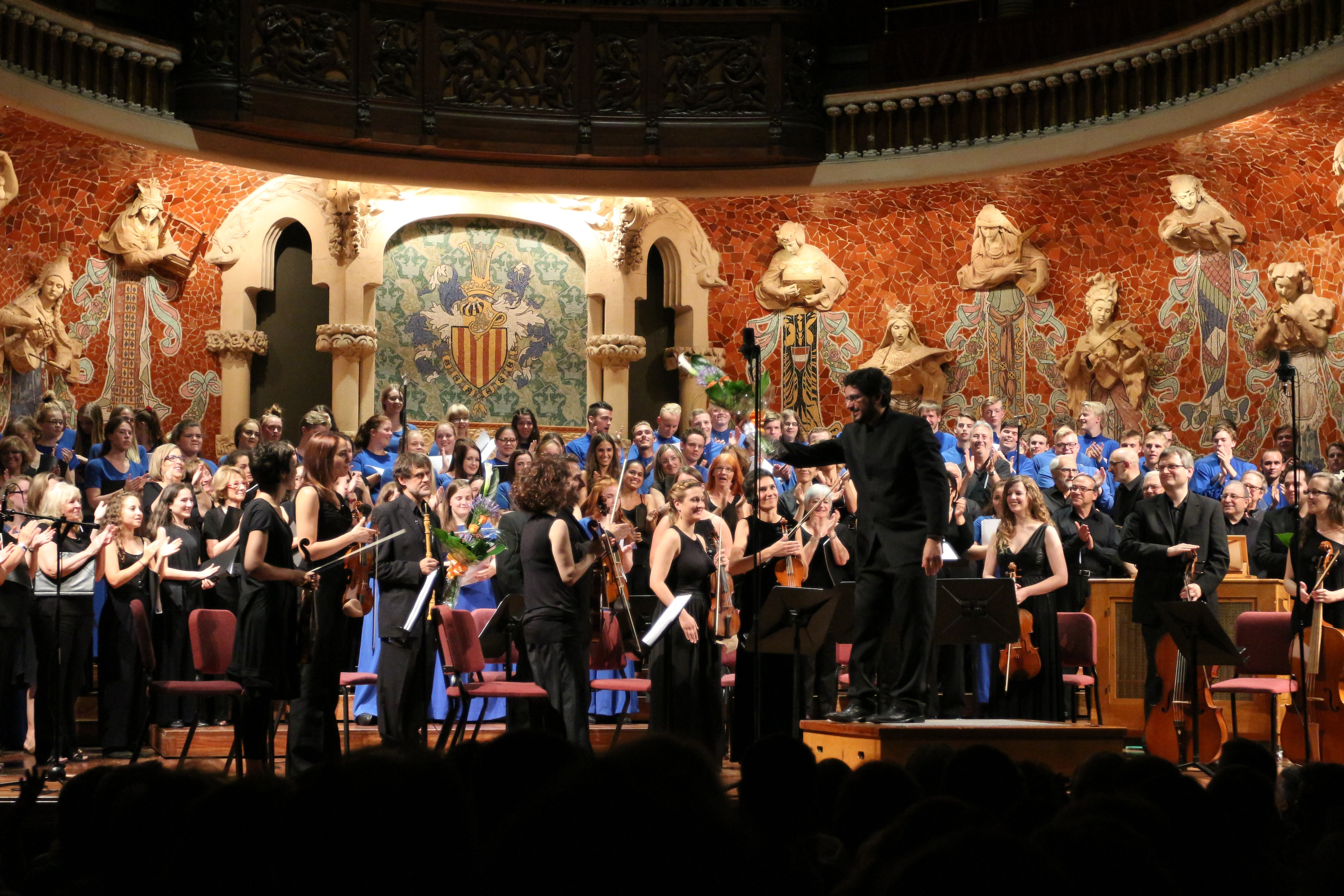
Concert de Cloenda del 49è Festival Internacional de Cant Coral. 12/07/2014 - Palau de la Música Catalana, Barcelona

L'Orquestra Barroca de Barcelona és una orquestra de cambra que neix l'any 2010 amb la idea de divulgar i recuperar repertori dels segles XVII i XVIII. El repertori interpretat, tant instrumental com operístic i religiós, és ampli. De les obres realitzades cal assenyalar, Stabat Mater de G.B. Pergolesi.
Ha treballat amb directors com David Malet, Daniel Mestre i Gilles Colliard. Ha actuat juntament amb agrupacions corals com l'Orfeó Laudate i el Cor Vivaldi. Ha realitzat concerts per a Joventuts Musicals i arreu dels Països Catalans, com en el Festival Internacional de Música de S'Agaró, Cicle de Concerts Clàssics de l'Escala-Empúries, Auditori Axa de Barcelona, Palau de la Música Catalana i el Cicle de Concerts "Mercredi classique" d'Arles Sur Tech (França), entre d'altres. El gener de 2015, el violinista d'origen suís Gilles Colliard n'assumeix la direcció musical.